# Priastichus tasmanicus
Priastichus tasmanicus is een keversoort uit de familie Priasilphidae. De wetenschappelijke naam van de soort is voor het eerst geldig gepubliceerd in 1973 door Crowson.